# Die Vorsteher der Tuchmacherzunft
Die Vorsteher der Tuchmacherzunft (niederländischer Originaltitel: Staalmeesters) ist ein Gemälde des niederländischen Malers Rembrandt van Rijn. Das 1662 geschaffene Gruppenbild mit den Maßen 191,5 × 279 cm befindet sich heute im Rijksmuseum Amsterdam.

## Beschreibung
Hinter einem Tisch, der mit einem roten Teppich bedeckt ist, sitzen mit dem Rücken zu einer vertäfelten Wand die fünf „Staalmeesters“. Hinter ihnen steht barhäuptig der Hausverwalter. Es handelt sich bei den Fünfen um einen Ausschuss der Tuchmacherzunft. Ihre Aufgabe ist die Qualitätsüberprüfung der Stoffe anhand von vorgegebenen, in einem Musterbuch niedergelegten Kriterien. An der Rückwand, kaum zu erkennen, hängt ein kleines Bild mit einem Leuchtturm darauf, als Sinnbild für vorbildliches Verhalten und eine Weisung für den rechten Weg.
Vor der Wandvertäfelung steht der Sitzungstisch mit seiner Schmalseite. An ihr präsidiert der Vorsitzende. Je zwei Mitglieder haben ihren Platz links und rechts an den Längsseiten. Der Tisch wird perspektivisch so gesehen, dass die drei Herren rechts gemäß der Sitzordnung optisch nebeneinander gereiht erscheinen. Der Herr links ist mit seinem Sessel bis zur Fensterwand gerückt. Sein Nachbar zur Linken ist dabei, sich zu erheben und aufzurichten.

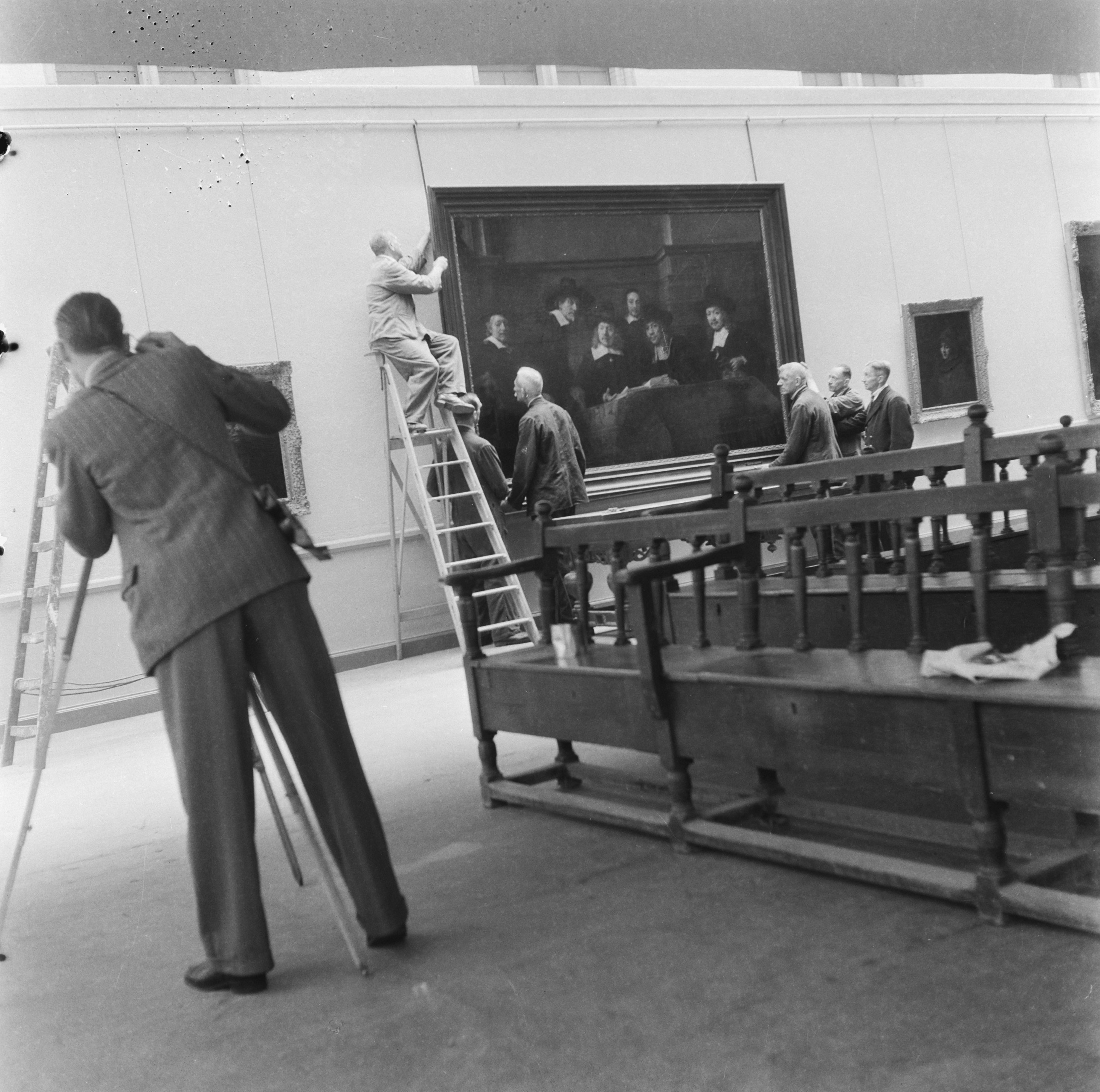
Die Vorsteher der Tuchmacherzunft, Rijksmuseum Amsterdam,
Foto: Emmy Andriesse, Juli 1945

Die perspektivische Schrägsicht und die Auflösung der Sitzordnung links lassen die Ausschussmitglieder als eine rhythmisch ausbalancierte Fünfergruppe erscheinen. Der Vorsitzende hält seine rechte offene Hand erklärend über das aufgeschlagene Buch. Der Mann zu seiner Linken hält seine Hand zum Nachschlagen bereit. Zugleich wird die Aufmerksamkeit auf ein Gegenüber gelenkt. Diese Einwirkung ist bildbestimmend.
Insgesamt handelt es sich um eine außerordentliche harmonische Komposition, die durch die Haltung jeder einzelnen Figur ein hohes Maß an Natürlichkeit erreicht.